# Campionati italiani di ciclismo su strada 2023
I Campionati italiani di ciclismo su strada 2023 si sono svolti in Trentino-Alto Adige, Emilia-Romagna e Veneto dal 22 giugno al 2 luglio 2023.

## Calendario[1]
| Data                   | Località               | Prova                  | Distanza               |
| Cronometro individuali | Cronometro individuali | Cronometro individuali | Cronometro individuali |
| ---------------------- | ---------------------- | ---------------------- | ---------------------- |
| 22 giugno              | Sarche                 | Uomini junior          | 15,5 km                |
| 22 giugno              | Sarche                 | Donne junior           | 15,5 km                |
| 22 giugno              | Sarche                 | Uomini U23             | 25,7 km                |
| 22 giugno              | Sarche                 | Uomini élite           | 25,7 km                |
| 23 giugno              | Sarche                 | Donne élite            | 25,7 km                |
| Corsa in linea         |                        |                        |                        |
| 24 giugno              | Mordano                | Uomini U23             |                        |
| 24 giugno              | Comano Terme           | Uomini élite           | 227 km                 |
| 25 giugno              | Comano Terme           | Donne élite            |                        |
| 1º luglio              | Pieve del Grappa       | Donne junior           |                        |
| 2 luglio               | Pieve del Grappa       | Uomini junior          |                        |

## Risultati
| Eventi                 | Oro                  | Tempo    | Argento           | Tempo   | Bronzo              | Tempo   |
| Uomini Élite           |                      |          |                   |         |                     |         |
| Gara in linea dettagli | Simone Velasco       | 5h37'32" | Lorenzo Rota      | s.t.    | Kristian Sbaragli   | s.t.    |
| Cronometro dettagli    | Filippo Ganna        | 32'48"   | Mattia Cattaneo   | a 24"   | Matteo Sobrero      | a 30"   |
| Donne Élite            |                      |          |                   |         |                     |         |
| Gara in linea dettagli | Elisa Longo Borghini | 4h17'07" | Silvia Persico    | s.t.    | Marta Cavalli       | a 1"    |
| Cronometro dettagli    | Elisa Longo Borghini | 37'44"   | Marta Cavalli     | a 47"   | Alessia Vigilia     | a 1'10" |
| Uomini Under-23        |                      |          |                   |         |                     |         |
| Gara in linea dettagli | Francesco Busatto    | 4h14'19" | Luca Cretti       | a 1"    | Dario Igor Belletta | a 1'47" |
| Cronometro dettagli    | Bryan Olivo          | 35'20"   | Nicolas Milesi    | a 1'13" | Dario Igor Belletta | a 1'17" |
| Uomini junior          |                      |          |                   |         |                     |         |
| Gara in linea dettagli | Simone Gualdi        | 3h30'27" | Andrea Bessega    | s.t.    | Enea Sambinello     | s.t.    |
| Cronometro dettagli    | Luca Giaimi          | 19'59""  | Davide Donati     | a 12"   | Samuele Alari       | a 21"   |
| Donne junior           |                      |          |                   |         |                     |         |
| Gara in linea dettagli | Federica Venturelli  | 2h51'52" | Eleonora La Bella | s.t.    | Irene Cagnazzo      | s.t.    |
| Cronometro dettagli    | Alice Toniolli       | 24'17"   | Eleonora La Bella | a 12"   | Alice Bulegato      | a 31"   |